# 2718 Handley
2718 Handley је астероид главног астероидног појаса. Приближан пречник астероида је 25,97 ,
а средња удаљеност астероида од Сунца износи 3,119 астрономских јединица (АЈ).
Инклинација (нагиб) орбите у односу на раван еклиптике је 1,500 степени, а орбитални период износи 2012,739 дана (5,510 година). Ексцентрицитет орбите астероида износи 0,153.
Апсолутна магнитуда астероида износи 11,70 а геометријски албедо 0,054.
Астероид је откривен 30. јула 1951. године.